# Американська імперія: Центр не може втримати
«Американська імперія: Центр не може втримати» (англ. American Empire: The Center Cannot Hold) — другий альтернативно-історичної трилогії «Американська імперія» американського письменника Гаррі Тертлдава Події відбуваються в період бурхливих двадцятих і Великої депресії (зокрема, з 1924 року по 4 березня 1934 року). У цю епоху в світі «Південна перемога» Тертлдова Конфедеративні Штати Америки, що простягаються від Сонори до Вірджинії, очолюються вігами (фашистська Партія свободи набирала все більшої сили), тоді як Сполучені Штати Америки (які окупували Канаду, Ньюфаундленд, Багамські, Бермудські та Сандвічеві острови) контролюється соціалістами.
Назва походить від апокаліптичного видіння, яке з'являється в поемі Єйтса «Друге пришестя»: «Все розпадається, центр не може втримати; / Лише анархія вирвалася на волю, / Кривава течія вирвалася на волю, і скрізь / Церемонія невинності потонула; / Найкращим бракує переконання, а найгірші / Сповнені пристрасного напруження.».

## Короткий зміст сюжету
Новий засіб «бездротового зв'язку» (так TL-191 називає радіоприймач) пропонує політикам нові способи достукатися до людей. Джейк Фезерстон — перший політик, який усвідомив його потенціал, і незабаром люди, сидячи у своїх домівках, можуть почути його хрипкий, громоподібний голос, що кричить з радіоприймачів, розповідаючи їм "правду "про янкі, вігів та чорношкірих південців. Навіть попри таке широке звернення до мас, надії Партії свободи ще більше згасають після поразки Фезерстона на виборах 1927 року від чинного віга Бертона Мітчела ІІІ. Народ Конфедерації тільки починає насолоджуватися плодами миру і процвітання, а війна і повстання чорношкірих починають розглядатися як частина минулого, незважаючи на те, що Фезерстон і його прихильники роблять все можливе, щоб зберегти їх у колективній пам'яті. Все змінюється, коли на початку 1929 року світовий фондовий ринок зазнає краху, що спричиняє фінансову та економічну депресію.
На президентських виборах у США 1928 року віце-президент-соціаліст Осія Блекфорд і його напарник Гірам Джонсон перемагають кандидата від Демократичної партії Келвіна Куліджа з незначною перевагою після того, як нарешті забрали голоси виборців у Пенсільванії та Нью-Джерсі. Блекфорд також бере голоси виборців із Нью-Йорка, Огайо, Індіани, Вісконсіна, Колорадо та Каліфорнії. Кулідж здатний захопити всі шість штатів Нової Англії (включно з штатами Массачусетс і Вермонт, де він народився та народився), Кентуккі, Г'юстон, Канзас, Монтана, Айдахо та Невада. Це була більш напружена гонка, ніж вибори 1924 року. Але зрештою Кулідж поступився Блекфорду. Вони зустрінуться через чотири роки для повторних перегонів чу на наступних виборах.
Коли настає елика депресія, Бертона Мітчела ІІІ звинувачують у ній у Конфедерації. У США, які вийшли з 1920-х років з процвітаючою економікою та придушеним у 1925 році канадським повстанням, новообраний президент Осія Блекфорд бере на себе відповідальність, а халупи та нетрі отримують назву «Блекфордбурги». Мільйони людей втрачають роботу, а в штаті Юта (що перебуває під військовою окупацією з 1916 року) фанатичний мормонський снайпер вбиває генерал-губернатора Джона Першинга. У 1932 році Японія та США розпочинають війну після того, як японці були спіймані на контрабанді зброї до Тихоокеанської Канади (окупованої канадської провінції Британська Колумбія), а японські бомбардувальники атакують Лос-Анджелес. На президентських виборах 1932 року президента Блекфорда переконливо перемагає Калвін Кулідж та його соратник Герберт Гувер. Однак Кулідж так і не зміг вступити на посаду. 5 січня 1933 року він помирає від серцевого нападу приблизно за місяць до вступу на посаду (у реальному житті колишній президент Кулідж помер від серцевого нападу того ж дня). Обраний віце-президент Гувер вступає на посаду президента, продовжуючи передвиборчу політику Куліджа щодо невтручання держави в економіку.
У той самий час у КША цілі міста заповнені кроками маршируючих прихильників Партії свободи, їхні лави знову поповнюються розгніваними громадянами, які готуються до дня виборів 1933 року. Джейк Фезерстон нападає на адміністрацію Мітчела з отрутою і ненавистю, звинувачуючи Мітчела в катастрофі і засуджуючи його неефективну реакцію на повені, що спустошили долину річки Міссісіпі в 1927 році. Конфедерати добре реагують на просторікування Фезерстона. Під час президентських виборів 1933 року Фезерстон і його соратник Віллі Найт перемогли кандидата від вігів Семюела Лонгстріта і кандидата від радикальних лібералів Корделла Голла. Коли 4 березня 1934 року Фезерстон склав присягу, світ затамував подих: «Свобода» на марші.
У Європі також починають згущуватися грозові хмари. Останні сліди більшовицької комуністичної революції були знищені до 1927 року; серед останніх захисників було волзьке місто Царицин під керівництвом «Людини зі сталі» та його другого командира «Молота». За царя Михайла II Росія залишається переважно аграрною відсталою країною. Часті антисемітські погроми та іноземні позики встигли відвернути подальше хвилювання, але останні були фактором, що сприяв краху 1929 року, коли Австро-Угорщина вимагала погашення позики, яку Росія не змогла виконати.
Сама Австро-Угорщина залишається єдиною імперією, але лише австрійці та угорці відчувають лояльність до монархів династії Габсбургів. Насправді багатоетнічну федерацію, здається, тримає єдина лише фінансова та військова допомога Німеччини. Османська імперія також, схоже, перебуває в тому ж човні, здійснюючи геноцид свого вірменського населення. Незважаючи на рішучу осуд з боку Сполучених Штатів і більш прохолодні протести з боку Берліна, турки продовжують геноцид, поки Османська імперія майже не звільниться від вірмен.
Кайзер Вільгельм II править сильною Німеччиною, і його війська продовжують контролювати Бельгію, Україну та маріонеткове Польське королівство, але післявоєнні відносини зі США зіпсувалися настільки, що багато людей по обидва боки Атлантики вважали, що Німеччина та Сполучені Штати колись будуть залучені до повноцінної війни. Однак бізнес-криза поклала цьому край, і старі союзники знову заявили про себе.
Після повалення Третьої республіки приблизно в 1930 році Франція опиняється під владою Французької дії та нової монархії під керівництвом короля Карла XI, який починає говорити про повернення Ельзасу та Лотарингії під владу Франції. У Сполученому Королівстві натхненні фашизмом «Сріблясті сорочки» під керівництвом Освальда Мослі дотримуються подібних поглядів і підтримують «Action Française», хоча вони ніколи не стають більш ніж меншістю в британському парламенті. Італія ніколи не потрапляла під фашистське правління Беніто Муссоліні, але, крім цього, на цій альтернативній шкалі часу надається мало інформації про її історію.
У Тихому океані Японія далеко не спокійна. Перед тихоокеанською війною зі Сполученими Штатами Японія тиснула на Францію та Нідерланди, щоб вони поступилися Індокитаєм та Ост-Індією відповідно за належну компенсацію. Британія побоюється, що її тихоокеанські колонії Гонконг, Малайя, Сінгапур і, можливо, Індія також будуть захоплені та анексовані Японією; однак Японія не виявляє зацікавленості в цьому. В цей період Японія також отримує великий вплив у Китайській націоналістичній Республіці та, здається, також створила маріонеткову державу Маньчжоу-Го на північному сході Маньчжурії. Ця імперія є доповненням до володінь Японії на Філіппінах і Гуамі, які були «звільнені» від Іспанії на початку ХХ століття (усунення нашої історії тимчасової американської колонізації).

## Робота
- American empire--the center cannot hold. Random House, Inc. 2002. ISBN 978-0-345-44421-9.

## Відгуки
Роланд Грін у своїй рецензії для Booklist описав цей роман як «ще одну жахливу та грамотну частину стандартної альтернативної історії Тертлдава». Джефф Ґінн з Fort Worth Star-Telegram описав сюжет як «досить розумний, із надійними передумовами».